# The Politician's Love Story
The Politician's Love Story è un cortometraggio muto del 1909 diretto da David W. Griffith che ne firma anche la sceneggiatura. Tra gli interpreti, Mack Sennett, Marion Leonard, Florence Lawrence.

## Trama
Tim Crogan, un uomo politico, è furibondo contro un disegnatore, tale Peters, che l'ha dileggiato durante tutta la sua campagna elettorale. Un giorno non resiste più e, non riuscendo a reprimere la rabbia, afferra una pistola dirigendosi verso la sede del giornale dove lavora Peters. La sua irruzione provoca il panico nella redazione. Arrivato al reparto artistico, scopre però che Peters è una bella signora il cui fascino ammalia il truce Crogan, La bella fata, ovviamente, respinge il corteggiatore che, con il cuore sanguinante, se ne va mettendosi a vagare nel parco. Lo spasimante infelice si sente infastidito da tutte quelle coppiette di innamorati che gli stanno intorno. A un tratto, gli passa accanto la signorina Peters. Crogan cerca di avvicinarla, ma lei lo manda via. Seguendola, vede che un tipo sgradevole inizia a molestarla in maniera offensiva. Lui corre in suo aiuto e atterra il malcapitato. Ormai Crogan ha conquistato il cuore della signorina. Non passa molto tempo, che i due, ormai sposati, passeggiano romanticamente alla luce della luna lungo il sentiero degli innamorati.

## Produzione
Prodotto dall'American Mutoscope & Biograph, il film fu girato a Central Park, a Manhattan.

## Distribuzione
Il copyright del film, richiesto dall'American Mutoscope and Biograph Co., fu registrato il 18 febbraio 1909 con il numero H123061.
Distribuito dall'American Mutoscope & Biograph, il film - un cortometraggio di 160 metri - uscì nelle sale degli Stati Uniti il 22 febbraio 1909. Nelle proiezioni, veniva programmato con il sistema dello split reel, accorpato in un'unica bobina con un altro cortometraggio prodotto dalla Biograph, The Golden Louis.
Nel 2005, il film - riversato da una copia in 16 mm. - fu distribuito in DVD dalla Grapevine Video insieme ad altri 11 titoli in D.W. Griffith, Director - Volume 2 (1909), antologia griffithiana di 112 minuti (tutti i film sono con sottotitoli solo in inglese).